# Réunionroodborsttapuit
De Réunionroodborsttapuit (Saxicola tectes) is een zangvogel die behoort tot de familie vliegenvangers.

## Verspreiding en leefgebied
Deze soort is endemisch op Réunion, een eiland ten oosten van Madagaskar en ten westen van Mauritius.